# Lakh
Lakh är en indisk räkneenhet, och motsvarar 100 000 i det västerländska tiosystemet. Skrivs lakh i pluralis görs detta enligt följande mönster:
3 000 000 = 30 lakh → indisk stil: 30,00,000
7 500 000 = 75 lakh → indisk stil: 75,00,000
Det går sedan 100 lakh på 1 crore.

## Etymologi
Ordet lakh finns i ett flertal indiska språk och härrör från sanskritordet laksha med samma betydelse. Det antas vara ursprunget till ordet lack, som finns i svenska och många andra språk. Härledningen går här via den indiska tillverkningen av lack, där en mycket stor mängd ("en lakh") små sköldlöss behövs för att få fram en användbar mängd lack.